# Skijaški skokovi na ZOI 2014.
Natjecanja u skijaškim skokovima na Zimskim olimpijskim igrama 2014. u Sočiju održavana su od 8. do 17. veljače u kompleks za skijaške skokove Ruskije gorki. Žene su se natjecale po prvi put u povijesti Zimskih olimpijskih igara.

## Natjecanja

### Muškarci
| disciplina           | zlato                                                                | srebro                                                                            | bronca                                                     |
| Mala skakaonica      | Kamil Stoch Poljska                                                  | Peter Prevc Slovenija                                                             | Anders Bardal Norveška                                     |
| Velika skakaonica    | Kamil Stoch Poljska                                                  | Noriaki Kasai Japan                                                               | Peter Prevc Slovenija                                      |
| Momčadsko natjecanje | Njemačka Andreas Wank Marinus Kraus Andreas Wellinger Severin Freund | Austrija Michael Hayböck Thomas Morgenstern Thomas Diethart Gregor Schlierenzauer | Japan Reruhi Shimizu Taku Takeuchi Daiki Ito Noriaki Kasai |

### Žene
| disciplina      | zlato                | srebro                          | bronca                  |
| Mala skakaonica | Carina Vogt Njemačka | Daniela Iraschko-Stolz Austrija | Coline Mattel Francuska |

## Vanjske poveznice
- Rezultati natjecanja  Arhivirana inačica izvorne stranice od 2. srpnja 2014. (Wayback Machine)